# Mauritius i olympiska sommarspelen 2020
Mauritius deltog med en trupp på åtta idrottare vid de olympiska sommarspelen 2020 i Tokyo som hölls mellan den 23 juli och 8 augusti 2021 efter att ha blivit framflyttad ett år på grund av coronaviruspandemin. Det var 10:e sommar-OS som Mauritius deltog vid. Ingen av landets deltagare erövrade någon medalj.

## Badminton
| Idrottare    | Gren       | Gruppspel                      | Gruppspel                    | Gruppspel | Eliminering       | Kvartsfinal       | Semifinal         | Final / BM        | Final / BM       |
| Idrottare    | Gren       | Motståndare Poäng              | Motståndare Poäng            | Placering | Motståndare Poäng | Motståndare Poäng | Motståndare Poäng | Motståndare Poäng | Placering        |
| ------------ | ---------- | ------------------------------ | ---------------------------- | --------- | ----------------- | ----------------- | ----------------- | ----------------- | ---------------- |
| Georges Paul | Herrsingel | Tsuneyama (JPN) L (8–21, 6–21) | Coelho (BRA) L (5–21, 16–21) | 3         | Gick inte vidare  | Gick inte vidare  | Gick inte vidare  | Gick inte vidare  | Gick inte vidare |

## Boxning
| Idrottare      | Gren                 | Sextondelsfinal      | Åttondelsfinal       | Kvartsfinal          | Semifinal            | Final                | Final            |                  |
| Idrottare      | Gren                 | Motståndare Resultat | Motståndare Resultat | Motståndare Resultat | Motståndare Resultat | Motståndare Resultat | Placering        |                  |
| -------------- | -------------------- | -------------------- | -------------------- | -------------------- | -------------------- | -------------------- | ---------------- | ---------------- |
| Richarno Colin | Herrarnas lättvikt   | Nadir (MAR) W 4–1    | Mamedov (ROC) L 0-5  | Gick inte vidare     | Gick inte vidare     | Gick inte vidare     | Gick inte vidare | Gick inte vidare |
| Merven Clair   | Herrarnas weltervikt | Sanford (CAN) W 5–0  | Ishaish (JOR) W 3–2  | Walsh (IRL) L 1–4    | Gick inte vidare     | Gick inte vidare     | Gick inte vidare |                  |

## Friidrott
Förkortningar
- Notera– Placeringar avser endast det specifika heatet.
- Q = Tog sig vidare till nästa omgång
- q = Tog sig vidare till nästa omgång som den snabbaste förloraren eller, i teknikgrenarna, genom placering utan att nå kvalgränsen
- i.u. = Omgången fanns inte i grenen
- Bye = Idrottaren behövde inte tävla i omgången

Gång- och löpgrenar
| Idrottare            | Gren                 | Heat     | Heat      | Semifinal        | Semifinal        | Final            | Final            |
| Idrottare            | Gren                 | Resultat | Placering | Resultat         | Placering        | Resultat         | Placering        |
| -------------------- | -------------------- | -------- | --------- | ---------------- | ---------------- | ---------------- | ---------------- |
| Jérémie Lararaudeuse | Herrarnas 110 m häck | 14,03    | 7         | Gick inte vidare | Gick inte vidare | Gick inte vidare | Gick inte vidare |

## Judo
| Idrottare     | Gren                         | 32-delsfinal         | Sextondelsfinal       | Åttondelsfinal       | Kvartsfinal          | Semifinal            | Återkval             | Final / BM           | Final / BM       |
| Idrottare     | Gren                         | Motståndare Resultat | Motståndare Resultat  | Motståndare Resultat | Motståndare Resultat | Motståndare Resultat | Motståndare Resultat | Motståndare Resultat | Placering        |
| ------------- | ---------------------------- | -------------------- | --------------------- | -------------------- | -------------------- | -------------------- | -------------------- | -------------------- | ---------------- |
| Rémi Feuillet | Herrarnas mellanvikt (90 kg) | bye                  | Mukai (JPN) L 000–100 | Gick inte vidare     | Gick inte vidare     | Gick inte vidare     | Gick inte vidare     | Gick inte vidare     | Gick inte vidare |

## Simning
| Idrottare       | Gren                    | Heat    | Heat      | Semifinal        | Semifinal        | Final            | Final            |
| Idrottare       | Gren                    | Tid     | Placering | Tid              | Placering        | Tid              | Placering        |
| --------------- | ----------------------- | ------- | --------- | ---------------- | ---------------- | ---------------- | ---------------- |
| Mathieu Marquet | Herrarnas 100 m frisim  | 53,56   | 60        | Gick inte vidare | Gick inte vidare | Gick inte vidare | Gick inte vidare |
| Alicia Kok Shun | Damernas 100 m bröstsim | 1.15,42 | 38        | Gick inte vidare | Gick inte vidare | Gick inte vidare | Gick inte vidare |

## Tyngdlyftning
| Idrottare         | Gren           | Ryck     | Ryck      | Stöt     | Stöt      | Totalt | Placering |
| Idrottare         | Gren           | Resultat | Placering | Resultat | Placering | Totalt | Placering |
| ----------------- | -------------- | -------- | --------- | -------- | --------- | ------ | --------- |
| Roilya Ranaivosoa | Damernas 49 kg | 73       | 12        | 91       | 11        | 164    | 11        |